# 오경아 (정원 디자이너)
오경아(1967년 10월 9일 ~ )는 대한민국의 방송 작가이자 정원 디자이너이다. 영국에서의 정원 디자인 유학을 통해 한국에 정원 디자인을 본격적으로 소개한 인물이다. 자신의 영국 유학생활에서 얻은 체험으로 4권의 책을 저술했다. 정원 디자인 회사 오가든스를 운영하며 다수의 정원을 디자인하였다.

## 경력
- 1990 성신여자대학교 학사
- 방송 작가(16년)
- 2009 에식스대학교 대학원 조경학 석사
- 에식스대학교 대학원 조경학 박사과정 재학

- 현재 속초에서 '오경아의 정원학교'를 운영중이다.

### 수상
- 2003년 MBC 연기대상 작가 부문 특별상 (지금은 라디오 시대)

## 정원 작품
- 순천만국제정원박람회 (하나은행 Seed Bank Garden, 2013)
- 마을정원 (대한민국 귀농귀촌 한마당 엑스포 2013)
- 그린라이트 (서울리빙디자인페어, 2014.3)
- 그린힐링 (강원 속초시, 병원)
- 한글정원 (경남 김해시, 2014.5.24~11.2)
- 평택시 경기문화재단 주최 <마을이 꽃이다> 연출 및 총감독 (경기도 평택, 2014. 5-6)

## 저술 및 저작
네이버캐스트에 정원을 주제로 한 연재물을 쓰고 있다.
- 오경아 (2008년 7월 10일). 《소박한 정원 : 꿈꾸는 정원사의》. 디자인하우스. ISBN 9788970419794.

- 오경아 (2010년 8월 5일). 《(가든 디자이너 오경아의) 영국 정원 산책》. 디자인하우스. ISBN 9788970415468.

- 오경아 (2012년 1월 9일). 《낯선 정원에서 엄마를 만나다 : 가든 디자이너·오경아 에세이》. 샘터. ISBN 9788946418189.

- 차유진 외 (2013년 3월 17일). 《반려식물 : 우리 곁을 떠나지 않는 식물에 관한 기록》. 지콜론북. ISBN 9788996942597.

- 오경아 (2013년 11월 15일). 《정원의 발견 : 식물 원예의 기초부터 정원 만들기까지》. 궁리출판. ISBN 9788958202615.

- 오경아 (2015년 3월 11일). 《가든 디자인의 발견:유럽 10곳의 정원에서 배우는 가든 디자인 노하우》. 궁리출판. ISBN 9788958202905.

## 같이 보기
- 정원
- 정원 디자인
- 정원 디자이너
- 댄 피어슨 (정원 디자이너)
- 황지해

## 참고 자료
단행본
정기간행물
- 월간가드닝편집부 (2014년 7월). “나는 미디어다, 한글과 정원과의 조우를 표현한 오경아 가든 디자이너”. 《월간가드닝》. Vol.15 No.7 [2014]: 12~17쪽.
- 커뮤니티가든편집부 (2013년 6월 15일). “황지해 가든 디자이너”. 《계간커뮤니티가든》. Vol.1 No.여름 [2013]: 44~47쪽.

논문